# The Headless Children
The Headless Children – album amerykańskiego zespołu heavymetalowego W.A.S.P., który został wydany 15 kwietnia 1989 roku.

## Lista utworów
- Autorem wszystkich utworów jest Blackie Lawless (oprócz pierwszego i drugiego utworu).

1. "The Heretic (The Lost Child)" (Blackie Lawless, Chris Holmes) – 7:22
2. "The Real Me" (Pete Townshend) – 3:20
3. "The Headless Children" – 5:46
4. "Thunderhead" (Lawless, Holmes) – 6:49
5. "Mean Man" – 4:47
6. "The Neutron Bomber" – 4:10
7. "Mephisto Waltz" – 1:28
8. "Forever Free" – 5:08
9. "Maneater" – 4:46
10. "Rebel in the F.D.G." – 5:08

## Wykonawcy
- Blackie Lawless – śpiew, gitara rytmiczna
- Chris Holmes – gitara elektryczna
- Johnny Rod – gitara basowa
- Frankie Banali – perkusja